# Finidi George
George Finidi (* 15. dubna 1971, Port Harcourt), známý též jako Finidi George, je bývalý nigerijský fotbalista.
V Evropě se stal známým z působení v Ajaxu, odkud přestoupil do Betis Sevilla. Hrál na MS 1994 a 1998.

## Hráčská kariéra
Finidi hrál v Nigérii za Calabar Rovers, Iwuanyanwu Nationale a Sharks FC. V Evropě hrál za Ajax, Betis Sevilla, RCD Mallorca a Ipswich Town. S Ajaxem vyhrál Ligu mistrů roku 1995.
Za Nigérii hrál 62 zápasů a dal 6 gólů. Byl na MS 1994 a 1998. Vyhrál mistrovství Afriky roku 1994.

## Úspěchy

### Klub
Ajax
- Eredivisie: 1993–94, 1994–95, 1995–96
- Liga mistrů: 1994–95
- UEFA Super Cup: 1995
- Interkontinentální pohár: 1995

### Reprezentace
Nigérie
- Africký pohár národů: 1994